# Estadio Manuel Mesones Muro
Estadio Manuel Mesones Muro es un estadio multiuso localizado en Bagua, Perú. Actualmente se utiliza principalmente para partido de fútbol y es el estadio del club de San Francisco de Asís de la Copa Perú. El estadio tiene capacidad para 6.000 espectadores.